# Elphinstone
Elphinstone è un villaggio (village) scozzese situato nell'entroterra dell'area amministrativa dell'East Lothian, a circa 2 miglia (3,2 km) a sud-ovest della cittadina di Tranent, sulla B6414, e a circa 1 miglio (1,6 km) a nordovest di Ormiston.